# Humberg (Kaiserslautern)
Der Humberg im Kaiserslauterer Stadtteil Betzenberg am Rande des Pfälzerwaldes ist die höchste Erhebung im Stadtgebiet von Kaiserslautern.

## Charakteristika
Der Berg besitzt zwei Kuppen, den 427,9 m ü. NHN hohen Großen Humberg und den 900 m weiter östlich gelegenen 395,4 m ü. NHN hohen Kleinen Humberg. Im Bereich ersterer verläuft außerdem die Pfälzische Hauptwasserscheide.

## Bauwerke
Etwa 250 m westsüdwestlich des Gipfels des Großen Humbergs steht seit 1900 der Aussichtsturm Humbergturm, der wegen des Panoramas als Anziehungspunkt für Wanderer gilt.

## Natur
Auf dem Humberg befindet sich eine so genannte „Kernzone“ des Naturparks Pfälzerwald, die jedoch aus zwei getrennten Teilen besteht. Außerdem befinden sich in seinem Einzugsgebiet mehrere Naturdenkmale wie Schwarzkiefer, Jungferneichen und die Humbergkastanien.

## Rittersteine
In seinem Einzugsgebiet stehen die Rittersteine 152 und 262.

## Wanderwege
Über den Gipfel des Großen Humberg verläuft der Prädikatswanderweg „Pfälzer Waldpfad“.